# بیچون بالا
بیچون بالا روستایی است تقریباً متروک در شرق شهرستان بروجرد در استان لرستان. این روستا در دهستان والانجرد در بخش مرکزی این شهرستان قرار دارد. بیشتر جمعیت این روستا به بیچون پائین کوچیده‌اند و روستا متروکه شده‌است.

## جمعیت
بنابر سرشماری مرکز آمار ایران، در سال ۱۳۸۵، تنها دو خانواده در این روستا زندگی می‌کرده‌اند که مجموعاً مشتمل بر پنج نفر می‌شده‌اند.